# Veljun
Veljun je naselje u Republici Hrvatskoj, u sastavu grada Slunja, Karlovačka županija. 

## Stanovništvo
Prema popisu stanovništva iz 2001. godine, naselje je imalo 114 stanovnika te 69 obiteljskih kućanstava.

Prema popisu stanovništva 2011. godine naselje je imalo 112 stanovnika.
| broj stanovnika | 482   | 512   | 488   | 542   | 560   | 612   | 551   | 681   | 482   | 528   | 522   | 490   | 416   | 367   | 114   | 112   | 90    |
|                 | 1857. | 1869. | 1880. | 1890. | 1900. | 1910. | 1921. | 1931. | 1948. | 1953. | 1961. | 1971. | 1981. | 1991. | 2001. | 2011. | 2021. |

## Povijest
Podgeneral karlovački grof Matija Strassoldo dade godine 1686. na novo utvrditi starinski grad Budački, i smjesti u trg pod gradom i u okolici 120 kršćanskih obitelji, uskočivši iz Turske; u isto doba naseljeno je na prostoru između Skrada i Slunja oko Veljuna i Blagaja 200 vlaških kuća, što ih je iz Turske ispratio ogulinski podkapetan Krištof Hranilović
Od 6. do 8. svibnja 1941. godine iz Veljuna je odvedeno oko 600 stanovnika srpske nacionalnosti, te je njih 525 ubijeno u susjednom Blagaju. Taj događaj je poznat kao Pokolj u Blagaju.

## Šport
U naselju je od 1980. do 1995. godine postojao nogometni klub ONK 6. maj Veljun (Omladinski nogometni klub 6. maj)